# Atletisme als Jocs Olímpics d'Estiu de 1928 - 400 metres masculins
Els 400 metres masculins va ser una de les proves del programa d'atletisme disputades durant els Jocs Olímpics d'Amsterdam de 1928. La prova es va disputar el 2 i 3 d'agost de 1928 i hi van prendre part 50 atletes de 20 nacions diferents.

## Medallistes
| Or                | Plata            | Bronze                |
| Ray Barbuti (USA) | James Ball (CAN) | Joachim Büchner (GER) |

## Rècords
Aquests eren els rècords del món i olímpic que hi havia abans de la celebració dels Jocs Olímpics de 1928.
| Rècord del Món | 47.0" | Emerson Spencer | Palo Alto (USA) | 14 de maig de 1928   |
| Rècord Olímpic | 47.6" | Eric Liddell    | París (FRA)     | 11 de juliol de 1923 |

No hi hagué cap rècord durant la competició.

## Calendari
| Data                         | Horari      | Ronda                  |
| ---------------------------- | ----------- | ---------------------- |
| Dijous, 2 d'agost de 1928    | 14:00 16:00 | Sèries Quarts de final |
| Divendres, 3 d'agost de 1928 | 14:00 16:00 | Semifinals Final       |

## Resultats

### Sèries
Els dos primers classificats de cadascuna de les quinze sèries passava a quarts de final.
Sèrie 1
| Pos. | Atleta              | Nació         | Temps      | Notes |
| ---- | ------------------- | ------------- | ---------- | ----- |
| 1    | Hermon Phillips     | Estats Units  | 49.4       | Q     |
| 2    | Georges Dupont      | França        | Desconegut | Q     |
| 3    | Zygmunt Weiss       | Polònia       | 50.8       |       |
| 4    | Rinus van den Berge | Països Baixos | Desconegut |       |
| 5    | Víctor Villaseñor   | Mèxic         | Desconegut |       |

Sèrie 2
| Pos. | Atleta           | Nació        | Temps      | Notes |
| ---- | ---------------- | ------------ | ---------- | ----- |
| 1    | Emil Snider      | Estats Units | 50.4       | Q     |
| 2    | François Prinsen | Bèlgica      | Desconegut | Q     |

Sèrie 3
| Pos. | Atleta             | Nació          | Temps      | Notes |
| ---- | ------------------ | -------------- | ---------- | ----- |
| 1    | Phil Edwards       | Canadà         | 49.8       | Q     |
| 2    | Georges Krotoff    | França         | 50.5       | Q     |
| 3    | Jaroslav Vykoupil  | Txecoslovàquia | Desconegut |       |
| 4    | Stefan Kostrzewski | Polònia        | 52.2       |       |

Sèrie 4
| Pos. | Atleta            | Nació          | Temps      | Notes |
| ---- | ----------------- | -------------- | ---------- | ----- |
| 1    | John Rinkel       | Regne Unit     | 50.2       | Q     |
| 2    | Johann Bartl      | Txecoslovàquia | Desconegut | Q     |
| 3    | Émile Langenraedt | Bèlgica        | Desconegut |       |
| 4    | Feliks Żuber      | Polònia        | 52.6       |       |

Sèrie 5
| Pos. | Atleta             | Nació         | Temps      | Notes |
| ---- | ------------------ | ------------- | ---------- | ----- |
| 1    | Jochen Büchner     | Alemanya      | 50.2       | Q     |
| 2    | Andries Hoogerwerf | Països Baixos | Desconegut | Q     |

Sèrie 6
| Pos. | Atleta         | Nació        | Temps      | Notes |
| ---- | -------------- | ------------ | ---------- | ----- |
| 1    | Ray Barbuti    | Estats Units | 49.8       | Q     |
| 2    | Sean Lavan     | Irlanda      | Desconegut | Q     |
| 3    | Louis Lundgren | Dinamarca    | Desconegut |       |
| 4    | Jenő Szalay    | Hongria      | Desconegut |       |
| 5    | Rudolfo Hannig | Xile         | Desconegut |       |

Sèrie 7
| Pos. | Atleta         | Nació         | Temps      | Notes |
| ---- | -------------- | ------------- | ---------- | ----- |
| 1    | Harry Storz    | Alemanya      | 50.6       | Q     |
| 2    | Harry Broos    | Països Baixos | Desconegut | Q     |
| 3    | Joaquim Miquel | Espanya       | Desconegut |       |

Sèrie 8
| Pos. | Atleta           | Nació      | Temps      | Notes |
| ---- | ---------------- | ---------- | ---------- | ----- |
| 1    | Jimmy Ball       | Canadà     | 55.8       | Q     |
| 2    | Roger Leigh-Wood | Regne Unit | Desconegut | Q     |

Sèrie 9
| Pos. | Atleta        | Nació | Temps      | Notes |
| ---- | ------------- | ----- | ---------- | ----- |
| 1    | Jesús Moraila | Mèxic | 1:00.0     | Q     |
| 2    | James Hall    | Índia | Desconegut | Q     |

Sèrie 10
| Pos. | Atleta             | Nació   | Temps      | Notes |
| ---- | ------------------ | ------- | ---------- | ----- |
| 1    | László Barsi       | Hongria | 55.6       | Q     |
| 2    | José Lucílo Iturbe | Mèxic   | Desconegut | Q     |

Sèrie 11
| Pos. | Atleta              | Nació        | Temps | Notes |
| ---- | ------------------- | ------------ | ----- | ----- |
| 1    | Joe Tierney         | Estats Units | 49.8  | Q     |
| 2    | Alex Wilson         | Canadà       | 49.9  | Q     |
| 3    | Klemens Biniakowski | Polònia      | 50.8  |       |

Sèrie 12
| Pos. | Atleta               | Nació      | Temps      | Notes |
| ---- | -------------------- | ---------- | ---------- | ----- |
| 1    | René Féger           | França     | 51.4       | Q     |
| 2    | Billy Green          | Regne Unit | Desconegut | Q     |
| 3    | José Vicente Salinas | Xile       | Desconegut |       |

Sèrie 13
| Pos. | Atleta             | Nació         | Temps      | Notes |
| ---- | ------------------ | ------------- | ---------- | ----- |
| 1    | Hermann Geißler    | Àustria       | 50.2       | Q     |
| 2    | Adje Paulen        | Països Baixos | Desconegut | Q     |
| 3    | László Magdics     | Hongria       | Desconegut |       |
| 4    | Vasilios Stavrinos | Grècia        | Desconegut |       |
| 5    | Fritz Eyschen      | Luxemburg     | Desconegut |       |

Sèrie 14
| Pos. | Atleta         | Nació     | Temps      | Notes |
| ---- | -------------- | --------- | ---------- | ----- |
| 1    | Otto Neumann   | Alemanya  | 50.6       | Q     |
| 2    | Fred Macbeth   | Canadà    | Desconegut | Q     |
| 3    | Charles Stuart | Austràlia | Desconegut |       |
| 4    | Mór Gerő       | Hongria   | Desconegut |       |

Sèrie 15
| Pos. | Atleta           | Nació      | Temps      | Notes |
| ---- | ---------------- | ---------- | ---------- | ----- |
| 1    | Reinhold Schmidt | Alemanya   | 50.0       | Q     |
| 2    | Joseph Jackson   | França     | 50.6       | Q     |
| 3    | John Hanlon      | Regne Unit | Desconegut |       |
| 4    | Alfonso García   | Mèxic      | Desconegut |       |

### Quarterfinals
Els dos primers classificats de cadascuna de les sis sèries passa a semifinals.
Quarts de final 1
| Pos. | Atleta           | Nació        | Temps      | Notes |
| ---- | ---------------- | ------------ | ---------- | ----- |
| 1    | Hermon Phillips  | Estats Units | 49.6       | Q     |
| 2    | Georges Krotoff  | França       | Desconegut | Q     |
| 3    | Billy Green      | Regne Unit   | Desconegut |       |
| 4    | Reinhold Schmidt | Alemanya     | Desconegut |       |
| 5    | James Hall       | Índia        | Desconegut |       |

Quarts de final 2
| Pos. | Atleta         | Nació        | Temps      | Notes |
| ---- | -------------- | ------------ | ---------- | ----- |
| 1    | Ray Barbuti    | Estats Units | 48.8       | Q     |
| 2    | Alex Wilson    | Canadà       | Desconegut | Q     |
| 3    | Otto Neumann   | Alemanya     | Desconegut |       |
| 4    | Georges Dupont | França       | Desconegut |       |
| 5    | Jesús Moraila  | Mèxic        | Desconegut |       |

Quarts de final 3
| Pos. | Atleta             | Nació         | Temps      | Notes |
| ---- | ------------------ | ------------- | ---------- | ----- |
| 1    | Jimmy Ball         | Canadà        | 49.2       | Q     |
| 2    | René Féger         | França        | Desconegut | Q     |
| 3    | Euil Snider        | Estats Units  | Desconegut |       |
| 4    | Andries Hoogerwerf | Països Baixos | Desconegut |       |
| 5    | Hermann Geißler    | Àustria       | Desconegut |       |

Quarts de final 4
| Pos. | Atleta             | Nació      | Temps      | Notes |
| ---- | ------------------ | ---------- | ---------- | ----- |
| 1    | Harry Storz        | Alemanya   | 49.4       | Q     |
| 2    | John Rinkel        | Regne Unit | Desconegut | Q     |
| 3    | Joseph Jackson     | França     | Desconegut |       |
| 4    | François Prinsen   | Bèlgica    | Desconegut |       |
| 5    | José Lucílo Iturbe | Mèxic      | Desconegut |       |

Quarts de final 5
| Pos. | Atleta       | Nació          | Temps      | Notes |
| ---- | ------------ | -------------- | ---------- | ----- |
| 1    | Phil Edwards | Canadà         | 49.2       | Q     |
| 2    | Harry Broos  | Països Baixos  | Desconegut | Q     |
| 3    | Johann Bartl | Txecoslovàquia | Desconegut |       |
| 4    | Joe Tierney  | Estats Units   | Desconegut |       |
| 5    | Sean Lavan   | Irlanda        | Desconegut |       |

Quarts de final 6
| Pos. | Atleta           | Nació         | Temps      | Notes |
| ---- | ---------------- | ------------- | ---------- | ----- |
| 1    | Joachim Büchner  | Alemanya      | 48.6       | Q     |
| 2    | László Barsi     | Hongria       | Desconegut | Q     |
| 3    | Roger Leigh-Wood | Regne Unit    | Desconegut |       |
| 4    | Adje Paulen      | Països Baixos | Desconegut |       |
| 5    | Fred Macbeth     | Canadà        | Desconegut |       |

### Semifinals
Els tres primers classificats de cadascuna de les dues semifinals passa a la final.
Semifinal 1
| Pos. | Atleta             | Nació         | Temps      | Notes |
| ---- | ------------------ | ------------- | ---------- | ----- |
| 1    | Jimmy Ball         | Canadà        | 48.6       | Q     |
| 2    | Ray Barbuti        | Estats Units  | 48.8       | Q     |
| 3    | Harry Werner Storz | Alemanya      | 49.0       | Q     |
| 4    | László Barsi       | Hongria       | 49.2       |       |
| 5    | Harry Broos        | Països Baixos | 49.9       |       |
| 6    | Georges Krotoff    | França        | Desconegut |       |

Semifinal 2
| Pos. | Atleta          | Nació        | Temps | Notes |
| ---- | --------------- | ------------ | ----- | ----- |
| 1    | Joachim Büchner | Alemanya     | 48.6  | Q     |
| 2    | Hermon Phillips | Estats Units | 49.1  | Q     |
| 3    | John Rinkel     | Regne Unit   | 49.1  | Q     |
| 4    | Alex Wilson     | Canadà       | 49.2  |       |
| 5    | René Féger      | França       | 49.6  |       |
| 6    | Phil Edwards    | Canadà       | 50.2  |       |

### Final
| Pos. | Atleta             | Nació        | Temps |
| ---- | ------------------ | ------------ | ----- |
| 1    | Ray Barbuti        | Estats Units | 47.8  |
| 2    | Jimmy Ball         | Canadà       | 48.0  |
| 3    | Joachim Buchner    | Alemanya     | 48.2  |
| 4    | John Rinkel        | Regne Unit   | 48.4  |
| 5    | Harry Werner Storz | Alemanya     | 48.8  |
| 6    | Hermon Phillips    | Estats Units | 49.0  |